# Derepodichthys alepidotus
Derepodichthys alepidotus är en fiskart som beskrevs av Gilbert, 1896. Derepodichthys alepidotus ingår i släktet Derepodichthys och familjen tånglakefiskar. Inga underarter finns listade i Catalogue of Life.